# District historique de Rim Village
Le district historique de Rim Village (en anglais : Rim Village Historic District) est un district historique à Rim Village, dans le comté de Klamath, dans l'Oregon. Inscrit au Registre national des lieux historiques depuis le 18 septembre 1997, cet ensemble architectural dans le style rustique du National Park Service est protégé au sein du parc national de Crater Lake.

## Principales propriétés contributrices
- Comfort Station No. 68
- Comfort Station No. 72
- Community House
- Crater Lake Lodge
- Rim Visitor Center
- Sinnott Memorial Observation Station